# 私人诊所
私人诊所是指只由一名或數名医生（通常是一般科醫師）組成的醫療機構。有些私人診所會額外聘用护士和接待員。私人诊所的設施通常由等候室和检查室组成。 
在一些全民医保覆蓋率較高的國家，病人生病後會先去私人診所。只有遇到突發狀況情况才会去醫院的急诊室。在美国，许多无力支付醫療保險的病人會優先去免费或價格較便宜的診所或医院急诊室，而不是去私人診所。 